# 譚雅·羅拔絲
坦娅·罗伯茨（英語：Tanya Roberts，1955年10月15日—2021年1月4日），美國女演员，著名的角色包括在第14部007系列電影《雷霆殺機》飾演的龐德女郎史黛絲·塞頓，以及在1970年代電視劇《霹靂嬌娃》最後一季飾演Julie Rogers。

## 個人生活
羅拔絲在1974年嫁給Barry Roberts，直至他在2006年去世為止。他們沒有任何子女。羅拔絲居住在加利福尼亞州的荷里活山。她的姐妹Barbara Chase嫁給了蒂莫西·利里。

## 逝世
2020年12月24日，羅拔絲出门放狗回家后突然晕倒，被送往洛杉矶当地的医院接受治疗，入住重症监护室。他的丈夫兰斯·奥布莱恩（Lance O'Brien）原本于2021年1月3日宣布她的死讯，但后来医疗打来电话，表示坦雅还活着，目前仍在接受抢救。她曾因泌尿道感染而導致血液感染，由於她有丙型肝炎病史，使病情更加嚴重。在過早報道死訊後，醫院告知奧布萊恩她在1月4日晚上死亡，並在1月5日向傳媒證實了這件事。